# Рајаново
Рајаново (грч. Βάθη, Вати) је насељено место у општини Кукуш у периферији Средишња Македонија, Грчка. Према попису из 2021. године било је 269 становника.
Према бугарском географу и историчару, Василу Канчову, у Рајанову је 1900. године живело 380 Турака, 350 Рома и 180 Словена хришћана. После Балканских ратова део словенског становништва је исељен у Бугарску, и турског у Турску. Године 1924. преостало словенско становништво је протерано у Бугарску (93 особа) и турско у Турску, а на њихово место су насељене грчке избегличке породице. На попису из 1928. године Рајаново је имало 442 становника.